# Jack Power
Jack Power, también conocido como Mass Master, y anteriormente como Counterweight y Destroyer, es un personaje ficticio que aparece en los cómics estadounidenses publicados por Marvel Comics. Apareció por primera vez en Power Pack #1 y fue creado por Louise Simonson y June Brigman.

## Historial de publicaciones
Jack fue miembro fundador del equipo de superhéroes Power Pack. El segundo más joven de los cuatro hermanos Power, él tenía 8 1⁄2 años cuando Aelfyre Whitemane, un noble kymeliano moribundo, le dio sus poderes. Continuó operando con Power Pack a lo largo de toda su historia.

## Biografía ficticia
Jack Power nació en Richmond, Virginia. Descarado e irritable, Jack era el "niño salvaje" de los hermanos Power. Con frecuencia insultaba y discutía tanto con sus compañeros como con sus adversarios. La Reina Maraud, archienemiga de los Power Pack, le temía más que a los otros niños porque pensaba que él sería el más probable que aprovechara la naturaleza letal de sus poderes.
Sin embargo, su naturaleza audaz también lo convirtió en un luchador clave para el equipo. Poseía una enorme cantidad de lealtad y coraje y, por lo general, mantenía la cabeza fría incluso en situaciones estresantes. Jack saltó al Río Este para ayudar a su hermana Katie a escapar de un transatlántico. Incluso se burló del Snark Jakal que estaba a punto de matarlo con "¡¿Ni siquiera puedes matar a alguien hasta que mamá te lo diga?!".
Jack fue quizás el miembro más innovador de la Manada en términos de desarrollar nuevas variaciones de poder. Cuando recibió nuevos poderes, pudo descubrirlos rápidamente e inventar nuevos usos para ellos. Era significativamente en el control de sus poderes de gravedad mejor que Alex Power.
En historias posteriores, Jack conservó su personalidad audaz, pero también mostró un lado más amable y gentil, optando por dejar el equipo para cuidar a su madre.

## Discrepancias de edad
Jack tenía 8 años en la serie original; en la miniserie de 2000, él tenía 12 años, aunque esto sugeriría que Jack había envejecido cuatro años, mientras que sus hermanos sólo habían envejecido tres. Teniendo en cuenta que Julie Power, su hermana mayor de dos años, ahora tiene 17 años, Jack puede tener ahora 15 por proxy si su edad en la miniserie de 2000 es un canon para los escritores de Marvel. En los cómics de la miniserie All Ages de 2005 (ambientados en un universo alternativo), Jack tiene 10 años.

## Poderes y habilidades
- El primer poder de Jack fue el control sobre su propia densidad. Inicialmente, sólo pudo transformarse en una forma gaseosa y turbia. Después de un tiempo, aprendió a hacerse pequeño y denso. Las principales defensas de Jack eran su capacidad para "volverse nublado" y escapar de las personas que lo atacaban físicamente, y el "Jack Hammer", con el que caía sobre sus enemigos en su forma súper densa. Varios años más tarde, Jack pudo crear el campo de fuerza de densidad molecular utilizado por primera vez por su hermana Julie como Molécula.[7]
- Más tarde, Jack obtuvo los poderes de gravedad de su hermano Alex. Podía desgravitizarse a sí mismo y a cualquier cosa que tocara, flotar y aumentar la fuerza gravitacional.[5] Jack modificó sus poderes desarrollando el golpe "Super-G", en el que usaba un puño súper gravitizado para golpear a sus adversarios. Con esta táctica, Jack pudo noquear a Arco Voltáico durante la Masacre Mutante. Jack se negó a usar las alas que Alex había usado para volar y tomó el nombre de Counterweight.
- Luego, Jack obtuvo los poderes energéticos que anteriormente tenían Katie y Alex.[3] Los poderes energéticos le permitieron desintegrar la materia y convertirla en energía almacenada, así como absorber la energía existente dirigida contra él. Luego podría proyectar esta energía almacenada como esferas explosivas (denominadas "bolas de poder"). Durante este tiempo, tomó el nombre de Destroyer.
- Jack finalmente recuperó sus poderes originales y adoptó su nombre en clave original de Mass Master.[7]

Junto con sus hermanos, Jack poseía poderes curativos kymelianos. Por lo general, se le pedía que trabajara con sus hermanos para generar y utilizar esta habilidad, pero ocasionalmente accedía a ella por su cuenta.
Con sus hermanos, Jack era dueño de un smartship kymeliano, Friday. La nave actuó como asesor no oficial del equipo y acompañó a la manada en varias misiones.
Jack viste un disfraz de moléculas inestables creadas por Friday. El disfraz existe en un espacio extradimensional conocido como "En otro lugar" hasta que lo invoca mediante un comando de voz (el usuario diría las palabras "¡Disfraz puesto!"). El disfraz también alberga un comunicador que se utiliza para comunicarse con Friday y luego se modificó para incluir una máscara. Al igual que con todos los disfraces del equipo, los bolsillos del disfraz se pueden usar como punto de acceso a Elsewhere, donde las criaturas parecidas a dibujos animados conocidas simplemente como "Los Sastres" residen en un colorido país de las maravillas de dinosaurios parlantes y bosques encantados, monarcas locos, arquitectura surrealista y leyes físicas maleables.

## Otras versiones

### Los Vengadores y los Power Pack se reúnen!
En los números 3 y 4 de la miniserie Avengers y Power Pack Assemble!, Jack Power, de 20 años, apareció en una línea de tiempo alternativa. Habiendo visto sus poderes interrumpidos por Kang; Jack quedó atrapado en su forma de nube y tuvo que permanecer en una armadura tipo Iron Man mejorada y sellada para evitar disiparse.

### Los Cuatro Fantásticos y Power Pack
En el número 4 de la miniserie Los Cuatro Fantásticos y Power Pack, Jack es llamado por su nombre completo, que es Jonathan. Se desconoce si este nombre es el mismo para la versión 616 de Mass Master.

### Visiones milenarias
En la historia "Power Pack: Starting Over" del cómic one-shot Millennial Visions de Marvel de 2001, Jack fue representado como un vagabundo de 28 años que se había sometido a un tratamiento por adicción en rehabilitación. También se vio obligado a permanecer en forma nublada, habiendo perdido el control para recuperar su forma sólida.